# Gagyi László
Gagyi László (Fintaháza, 1910. június 22. – Marosvásárhely, 1991. december 20.) romániai magyar író. A lírai hangú próza jellegzetes képviselője a romániai magyar elbeszélő irodalomban.

## Életpályája
Mint vidéki tanítócsalád szülötte korán megismerkedik a parasztság és a falusi értelmiség életével, ez művészetének fő élményforrása. Tanulmányait a marosvásárhelyi Református Kollégiumban és Nagyenyeden végzi, itt szerez tanítói oklevelet 1929-ben. Egy ideig Illyefalván, Nagysajón, később Marosvásárhelyen tanítóskodik. A Kemény Zsigmond Társaság tagja, a Pásztortűz, Erdélyi Helikon, Ifjú Erdély közli írásait. 1949-től kiadói lektor, majd az Igaz Szó szerkesztője (1953–59) és könyvtáros. A Hét, Utunk, Igaz Szó, Művelődés, Előre, Vörös Zászló, Jóbarát munkatársa.
Irodalmi tevékenységét költői próbálkozásokkal kezdi a Brassói Lapok és az Ifjú Erdély diákmellékletében (1924), de érdeklődése csakhamar a próza, a novella felé fordul. Tizenkilenc éves, amikor Szomorúságok énekei címmel megjelenik első novelláskötete a sepsiszentgyörgyi Jókai-nyomda kiadásában (1929). Egykori kritikusa, Jancsó Béla szerint „Még medrüket meg nem talált áradások ezek az írások [...], de nagy biztatásként már látszik belőlük: a szembenézés a mai élettel és annak problémáival.” Ő is csatlakozik az Erdélyi Fiatalok valóságkutató mozgalmához; cikkeket közöl a tanítóság helyzetéről és időszerű feladatairól, novellával szerepel az Új arcvonal című antológiában (1932). Egyik előadója a vásárhelyi találkozónak. 1938-tól részt vesz az Erdélyi Helikon marosvécsi megbeszélésein.
Bánataratók című első regénye (1934) még „Jókai és Szabó Dezső hatásának különös keveredése” (Kovács János); túlteng benne a romantika és líraiság, a harsány verbalizmus és szónokias moralizálás, ami nagymértékben csökkenti a korabeli falura és a falusi értelmiség népmentő szerepére vonatkozó írói mondanivaló hitelét. Második regénye, A kiválasztottak (1938) már szervesen beletartozik a népi írók második nemzedékének valóságfeltáró mozgalmába: romantikus túlzásai ellenére is lényegében reális, leleplező erejű képet nyújt az 1930-as évek erdélyi falujáról s a nép körében elterjedt szekták lélektorzító következményeiről. Az 1940-es évek elején írt egyes novelláiban (Májusi fagy, A cseléd, A sáska, Vadrózsa) a realista ábrázolás hagyományos útját követi, másokban pedig – kissé Tamási Áronhoz hasonlóan – mese és valóság, líra és epika sajátos ötvözetét teremti meg (Burkus háború, Szerelem). E törekvésének jelentős nagyepikai eredménye a Pillangó Zsuzsika című regény (1941), addigi s egyben egész pályafutásának tartalom és forma tekintetében egyaránt legsikerültebb alkotása. „Levegője van regényének” – írja megjelenésekor Kovács György –, „valóban él benne a figurákon kívül maga a falu is, a regényszereplők életközössége; kibontakoznak a gondok, töprengések, melyek emésztik a falu életét, s kiválnak a könyvből azok a furcsa, elnyomorodott emberi jellemek, melyeket ez a gonosz paraszti sors nevelt.” A regény komor hangulatvilága – különösen a fiatal parasztlány reménytelen és tragikus szerelmének ábrázolásában – a népballadákra emlékeztet; bensőséges hangú előadásmódja éppúgy, mint nyelvének költőisége, az író legjobb művészi erényeiről tanúskodik. Ezeket az erényeket mint regényíró a második világháború után kevésbé tudja kamatoztatni (Fekete angyal, Tanárok), viszont két történelmi tárgyú regényével (A hadnagy esküje, A tábornok) ismét figyelemreméltót alkot.
Művészi tehetségének igazi területe ebben az időszakban mégsem a regény, hanem a novella; olyan írásai, mint az Ilvai pisztrángok, a Napfényes öböl, A tenger varázsa, jellegzetesen lírai-romantikus hangulati elemekben gazdag novellatermésének emlékezetes darabjai.

## Kötetei
- Szomorúságok énekei (novellák, Sepsiszentgyörgy, 1929)
- Bánataratók (regény, Marosvásárhely, 1934)
- Szegény kicsi bojtár (balladajáték, társszerző Nagy Jenő, Marosvásárhely, 1937)
- A kiválasztottak (regény, Kolozsvár és Budapest, 1938)
- Pillangó Zsuzsika (regény, Kolozsvár és Budapest, 1941)
- Nehéz órák (regény, Kolozsvár, 1943)
- Tiszta út (tanulmány, a marosvásárhelyi tanfelügyelőség kiadványa, 1946)
- Fekete angyal (regény, Marosvásárhely, 1947)
- A korbács (kisregény, 1949)
- A hadnagy esküje (regény, Marosvásárhely 1955, 1959)
- Ilvai pisztrángok (novellák, 1955)
- Tanárok (regény, Marosvásárhely, 1956)
- A belga nyúl (vígjáték, bemutatva Kolozsvár, 1956)
- A két testvér (elbeszélések, 1956)
- Emlékezetes nap (novellák, Marosvásárhely 1956)
- Vadrózsa (novellák, Marosvásárhely, 1957)
- Vidéki Hamlet (novellák, Marosvásárhely, 1958)
- Díszvacsora (vígjáték, Marosvásárhely 1962, románul is)
- Holdfényes öböl (karcolatok, 1964)
- A tábornok (regény, 1970)
- A kiválasztottak – Pillangó Zsuzsika (új kiadás, Kovács János előszavával, RMI, 1969)
- A tenger varázsa (novellák, 1975)
- Doktor Fürge rendel: alvástól ébredésig (mesenovella, Soó Zöld Margit illusztrációival, 1975)
- Egyedül. Novellák; vál., előszó Lőrincz György; Kriterion, Bukarest, 1990

## További irodalom
- Jancsó Béla: Gagyi László novellái. Erdélyi Fiatalok, 1930/2.
- Molter Károly: Bánataratók. Erdélyi Helikon, 1935/2.
- Molter Károly: A kiválasztottak. Erdélyi Helikon 1938/8. Újraközölve Szellemi belháború. 1968. 361.
- Molter Károly: Pillangó Zsuzsika. Erdélyi Helikon, 1942/3
- Molter Károly: Fekete angyal. Utunk, 1947/15.
- Kovács György: Erdély virágoskertjéből. Újság, Bp., 1941. dec. 7.
- Izsák József: A hadnagy esküje. Igaz Szó, 1956/3.
- Izsák József: Tanárok. Utunk, 1956/33.
- Veress Dániel: "Tovább zengeni az emberek szívében". Utunk, 1957/31.
- Oláh Tibor: Vidéki Hamlet. Igaz Szó, 1958/7–8.
- Szekernyés László: Holdfényes öböl. Igaz Szó, 1965/3.
- Marosi Ildikó: "Közös célunk: az erdélyi kultúra ápolása." Beszélgetés Gagyi Lászlóval az Erdélyi Helikonról. A Hét, 1978/20.
- Éltető József: Képzelt gesta. Gagyi László hetvenedik születésnapjára. A Hét, 1980/30.